# The Blue World
The Blue World - Lumea albastră este un roman de aventură science fiction al scriitorului american Jack Vance. Romanul se bazează pe nuvela anterioară a lui Vance „The Kragen”, care a apărut în ediția din iulie 1964 a revistei Fantastic Stories of Imagination.

## Rezumat
Sklar Hast, protagonistul, a obținut ceva succes și prosperitate după ce a trecut examenul de a fi „Hoodwink”, sau operator de turnuri de semafor - o poziție de prestigiu pe Lumea Albastră, o planetă fără uscat. Pe parcursul a douăsprezece generații, descendenții unei nave cu prizonieri prăbușite au creat o civilizație rudimentară pe planeta acoperită cu apă, civilizație care trăiește pe plante uriașe. Ei nu au nici o idee că strămoșii lor au fost niște criminali, crezând că aceștia au fost victimele asupritorilor. Ei au evoluat într-o societate pașnică și ignoră indicii din textele salvate din prima generație despre care au fost de fapt originile lor. 
Lumea este în mare parte în siguranță. Cu toate acestea, ei trebuie să fie atenți la krageni - prădătorii uriași, giganți semi-inteligenți asemănători unor calamari, care cutreieră oceanul. În cele din urmă, coloniștii dezvoltă o relație cu unul dintre aceștia, regele Kragen. Acesta alungă alți krageni în schimbul ofertelor de mâncare organizate de o preoție cvasi-religioasă înrădăcinată, care a fost construită de-a lungul generațiilor. Regele Kragen crește pentru a deveni cel mai mare și mai puternic kragen, cerând tot mai multă hrană pe măsură ce trece timpul. 
Când Sklar pune la îndoială necesitatea de a continua să se închine și să-l hrănească pe acest prădător, apare regele Kragen, îi strică casa și îi ucide mentorul. În loc să considere acest lucru drept o pedeapsă divină, Sklar suspectează că preoția conservatoare are suficient control asupra regelui Kragen pentru a-i ucide pe cei care se opun părerilor lor și pentru a-și păstra astfel statutul privilegiat. 
Misiunea lui Sklar este de a-și convinge concetățenii săi că trebuie să-l omoare pe regele Kragen pentru a putea fi liberi. Și, dacă îi va convinge, să descopere cum o pot face într-o lume fără materiale pentru fabricarea armelor. 

## Nominalizări la premii
The Blue World - Lumea Albastră a fost nominalizat la Premiul Nebula în 1966. A fost, de asemenea, un candidat preliminar la Premiul Prometeu pentru „Cel mai bun roman SF libertarian clasic” în 1988, 1994, 1995 și 1996.